# Premiile Angelei Similea
- Debut muzical

1965 - Festivalul artiștilor amatori ,,Câmpia sub lună,, premiul III,
1967 - Primăvara bucureșteană ,,Așa ești tu,, pemiul I,
1970 - Festivalul Internațional Cerbul de Aur - ,,Marea cântă,, și ,,După noapte vine zi,, Cerbul de Argint, 
- 'Participări și premii la concursul ,,MELODII,,:'

1979 -,,Dragoste ciudată floare,, de Camelia Dăscălescu (duet cu Cornel Constantiniu),
1981 -,,Adu-mi clipa de lumină,, de Marcel Dragomir, ,,Piano Pianissimo,, de Ionel Tudor (Premiul publicului), ,,Voi râde iar,, de Marius Țeicu (Premiul juriului), 
1982 - ,,La revedere,, de Marcel Dragomir (Premiul juriului), ,,Casa mea,, de Ion Cristinoiu (Marele Premiu),
1983 - ,,Trăiesc,, de Marius Țeicu (Premiul publicului),
1984 - ,,Trăiesc,, de Marius Țeicu (Marele Premiu), 
1985 - ,,Voi cânta pentru mileniul III,, de Marius Țeicu (Marele Premiu), 
1986 - ,,Adio, dar rămân mereu cu tine,, de Cornel Fugaru (Premiul publicului), ,,Nu-mi lua iubirea,, de Marius Țeicu (Marele Premiu), 
1987 - ,,Cheamă iubirea, adu-o înapoi,, de Marius Țeicu,
- 'Premii și participări la concursul ȘLAGĂRE ÎN DEVENIRE:'

1981 - ,,Adu-mi clipa de lumină,, de Marcel Dragomir (Premiul I) și ,,Voi râde iar,, de Marius Țeicu (Premiul de popularitate),
1982 - ,,Mă rog,, și ,,Dormi, odorul meu, în pace,, de Marcel Dragomir (Premiul de popularitate), 
1983 - ,,Trenul galben fără cai,, de Marcel Dragomir (Premiul juriului) și ,,Vis de iarnă,, de Ion Cristinoiu (Premiul juriului), 
- 'Premii la festivalul de muzică ușoară MAMAIA:'

1983 - ,,E mare lucru să fii om,, de Marcel Dragomir (Premiul organizatorilor),
1984 - ,,Împreună vom învinge,, de Marcel Dragomir (Premiul organizatorilor) și ,,De n-ai să vii,, de Ion Cristinoiu (Marele Premiu),
1985 - ,,Dor de viață,, de Ion Cristinoiu (Premiul criticii muzicale) și ,,Voi cânta pentru mileniul III,, de Marius Țeicu (Premiul I),
1995 - ,,Să mori de dragoste rănită" de Marcel Dragomir,
1996 - ,,Să mori de dragoste rănită" de Marcel Dragomir (Marele Premiu),
- 'Premii și distincții:'

1976 – Concursul Cântăm pentru voi: ,,Un albastru infinit,, (Premiul  Juriului, Premiul de Popularitate, Premiul Tinereții),
1976 – Concursul radiofonic: ,,Nimeni nu-i ca noi,, ( Premiul Publicului),
1977 – Festivalul național: ,,Un albastru infinit,, (Premiul I),
1978 – ,,Pânza bărcii,, (Premiul  Uniunii Compozitorilor și Muzicologilor) din Romania, 
1979 – ,,Lumina vieții,, (Premiul Uniunii Compozitorilor și Muzicologilor) din Romania,
1984 – ,,De n-ai să vii,, (Premiul Uniunii Compozitorilor și Muzicologilor) din Romania,
1986 - Diploma pentru participarea și contribuția adusă la rușita Concursului de muzica ușoară românească și de dans ,,Melodii '85,, (UCMR),
2000 - Cetățean de Onoare al comunei Podoleni, județul Neamț, pentru contribuția adusă la propășirea și afirmarea acesteia pe plan național (Consiliul Local Podoleni),
2001 - ,,Să mori de dragoste rănită,,, premiul ,,Un veac de dragoste,, , Societatea Română de Televiziune.
- 'Alte distincții și premii pentru cariera artistică:'

1998 - Discul de platină (Electrecord),
1999 - Microfonul de aur (Premiile ,,București ’99,,),
1999 - Diploma de Excelență (Festivalul ,,Crizantema de Aur,,),
2000 - Discul de aur (Electrecord),
2000 - Premiul pentru 30 de ani de carieră arstistică (Electrecord),
2002 - Premiul Galei Muzicii Ușoare Românești (Radio Actualitați),
2003 - Premiul pentru cariera artistică (Festivalul Național ,,Floare de Tei,,),
2004 - Premiul Excelenței Interpretative (Revista ,,Actualitatea muzicală),
2004 - Ordinul  ,,Meritul Cultural,, în grad de Cavaler, categoria B (Presedinția României),
2005 - Premiul de excelență (Premiile VIP),
2005 - Premiul – Vocație în promovarea muzicii naționale (revista ,,Balcanii și Europa,,),
2006 - Premiul ,,Cel mai bun solist de muzică ușoară 2005,, (Societatea Cosmopolitan),
2006 - Gala ,,10 pentru Romania,,: nominalizare la categoria ,,Cel mai bun artist interpret,, al anului 2005),
2006 - Premiul ,,Cel mai iubit interpret pop-rock-dance,, (Gala ,,Cei mai iubiți,, – 2005, TVR),
2006 - Premiul ,,Cel mai bun album de muzică ușoară – 2005,, (Gala Premiile Muzicale Radio România),
2006 - Diploma de Excelență, pentru rolul avut în istoria Televiziunii Române (Gala TVR 50),
2006 - Premiul ,,Mărci românești de succes,, la secțiunea Muzică,
2007 - Premiul ,,DISCUL DE AUR,, pentru vânzări record ale albumului ,,Lumea mea,,(Casa de Producție Ovo Music),
2007 - Premiul de Excelență oferit de Teatrul de Revista ,,Majestic,, Ploiești, la împlinirea a 50 de ani de existență,
2007 - Gala ,,10 pentru România,,: nominalizare la categoria ,,Cel mai bun artist interpret,,- 2006),
2008 - Premiul de Excelență (Antena 1 – Duminica în Familie),
2008 - Diploma de Onoare pentru rolul avut în Festivalul Cerbul de Aur (TVR),
2008 - Premiul de Excelență (Primaria Generală a Capitalei),
2008 - Diploma de Vrednicie (Patriarhia Ortodoxă Română),
2008 - Premiul DISCUL DE PLATINĂ (Casa de Producție Ovo Music) pentru vânzări record.